# Lars Hjortnæs
Lars Hjortnæs (født 16. september 1960 i Hørning) er en dansk højesteretsdommer.
Hjortnæs er søn af tidligere justitsminister, skatteminister og fiskeriminister Karl Hjortnæs, og blev student i 1979. Kort tid herefter flyttede han til Idaho, USA for at studere, inden han vendte tilbage til Danmark og i 1985 blev cand.jur. fra Københavns Universitet. Efter endt uddannelse blev han ansat som fuldmægtig i Justitsministeriet. Senere blev han både kontorchef og afdelingschef i ministeriet, inden han i 2010 startede som højesteretsdommer.
Ved siden af sin dommergerning har han både fungeret som formand for retsplejerådet, censor ved Københavns Universitet, næstformand i Arbejdsretten og tidligere som medlem af Lærerkommissionen.
Han er gift og har tre voksne børn.
Hans hund, Sølvrævens Nemo, har vundet flere titler som jagthund.